# Rashid Mohamed Mbaraka Fatma
Rashid Mohamed Mbaraka Fatma ist eine Ärztin, Politikerin und Ministerin in den Komoren.

## Leben

### Jugend und Ausbildung
Rashid Mohamed Mbaraka Fatma machte 1989 ihren Doktor in Medizin an der Universität Félix Houphouët-Boigny (Elfenbeinküste).

### Karriere
Sie arbeitete zunächst als Kinderärztin (1989–2000), dann als Notfallmedizinerin (2000–2017) im Centre Hospitalier National El-Maarouf in Moroni. Sie ist auch Mitglied des Fußballvereins Coin Nord de Mitsamiouli.
Im Juli 2017 wurde sie zur Ministerin für Gesundheit, Solidarität, sozialen Schutz und Förderung der Geschlechter (Ministre de la Santé, de la Solidarité, de la Protection sociale et de la Promotion du Genre) in der Regierung von Azali Assoumani berufen. Sie wurde im Juni 2019 durch Loub Yacout Zaïdou ersetzt.